# Ophrys emmae
Ophrys emmae är en orkidéart som beskrevs av Gottfried Keller och H.Wettst. Ophrys emmae ingår i ofryssläktet, och familjen orkidéer.
Artens utbredningsområde är Balearerna. Inga underarter finns listade i Catalogue of Life.